# Luis Romo
Luis Francisco Romo Barrón (sinh ngày 5 tháng 6 năm 1995) là một cầu thủ bóng đá chuyên nghiệp người México hiện thi đấu ở vị trí tiền vê hoặc trung vệ cho câu lạc bộ Monterrey tại Liga MX và đội tuyển quốc gia México.

## Thống kê sự nghiệp

### Câu lạc bộ
Tính đến 23 tháng 10 năm 2022
| Club         | Season       | League       | League | League | Cup  | Cup   | Continental | Continental | Other | Other | Total | Total |
| Club         | Season       | Division     | Apps   | Goals  | Apps | Goals | Apps        | Goals       | Apps  | Goals | Apps  | Goals |
| ------------ | ------------ | ------------ | ------ | ------ | ---- | ----- | ----------- | ----------- | ----- | ----- | ----- | ----- |
| Querétaro    | 2016–17      | Liga MX      | –      | –      | 1    | 0     | –           | –           | –     | –     | 1     | 0     |
| Querétaro    | 2017–18      | Liga MX      | –      | –      | 6    | 0     | –           | –           | –     | –     | 6     | 0     |
| Querétaro    | 2018–19      | Liga MX      | 29     | 1      | 3    | 0     | –           | –           | –     | –     | 32    | 1     |
| Querétaro    | 2019–20      | Liga MX      | 19     | 3      | 1    | 0     | –           | –           | –     | –     | 20    | 3     |
| Querétaro    | Total        | Total        | 48     | 4      | 11   | 0     | —           | —           | —     | —     | 59    | 4     |
| Cruz Azul    | 2019–20      | Liga MX      | 9      | 2      | —    | —     | 2           | 0           | —     | —     | 11    | 2     |
| Cruz Azul    | 2020–21      | Liga MX      | 39     | 6      | —    | —     | 4           | 0           | 1     | 0     | 44    | 6     |
| Cruz Azul    | 2021–22      | Liga MX      | 9      | 1      | —    | —     | —           | —           | —     | —     | 9     | 1     |
| Cruz Azul    | Total        | Total        | 57     | 9      | —    | —     | 6           | 0           | 1     | 0     | 64    | 9     |
| Monterrey    | 2021–22      | Liga MX      | 17     | 1      | —    | —     | —           | —           | 2     | 0     | 19    | 1     |
| Monterrey    | 2022–23      | Liga MX      | 20     | 2      | —    | —     | —           | —           | —     | —     | 20    | 2     |
| Monterrey    | Total        | Total        | 37     | 3      | —    | —     | —           | —           | 2     | 0     | 39    | 3     |
| Career total | Career total | Career total | 142    | 16     | 11   | 0     | 6           | 0           | 3     | 0     | 162   | 16    |

1. 1 2  Appearances in CONCACAF Champions League
2. ↑  Appearance in Campeones Cup
3. ↑  Appearance in FIFA Club World Cup

### Quốc tế
Tính đến ngày 24 tháng 3 năm 2024
| México | México | México |
| Năm    | Trận   | Bàn    |
| ------ | ------ | ------ |
| 2019   | 1      | 0      |
| 2020   | 4      | 0      |
| 2021   | 12     | 0      |
| 2022   | 10     | 1      |
| 2023   | 15     | 2      |
| 2024   | 2      | 0      |
| Tổng   | 44     | 3      |

#### Bàn thắng quốc tế
Bàn thắng và kết quả của México được để trước.
| #  | Ngày                | Địa điểm                                | Đối thủ  | Bàn thắng | Kết quả | Giải đấu                        |
| -- | ------------------- | --------------------------------------- | -------- | --------- | ------- | ------------------------------- |
| 1. | 14 tháng 6 năm 2022 | Sân vận động Độc lập, Kingston, Jamaica | Jamaica  | 1–1       | 1–1     | CONCACAF Nations League 2022–23 |
| 2. | 25 tháng 6 năm 2023 | Sân vận động NRG, Houston, Hoa Kỳ       | Honduras | 1–0       | 4–0     | Cúp Vàng CONCACAF 2023          |
| 3. | 25 tháng 6 năm 2023 | Sân vận động NRG, Houston, Hoa Kỳ       | Honduras | 2–0       | 4–0     | Cúp Vàng CONCACAF 2023          |